# Art Acord
Arthemus Ward "Art" Acord (17 tháng 4 năm 1890 - 4 tháng 1 năm 1931) là một diễn viên phim câm người Mỹ và nhà vô địch rodeo. Sau khi sự nghiệp điện ảnh của mình kết thúc vào năm 1929, Acord làm việc trong các chương trình rodeo road và làm thợ mỏ ở Mexico.

## Đầu đời và sự nghiệp

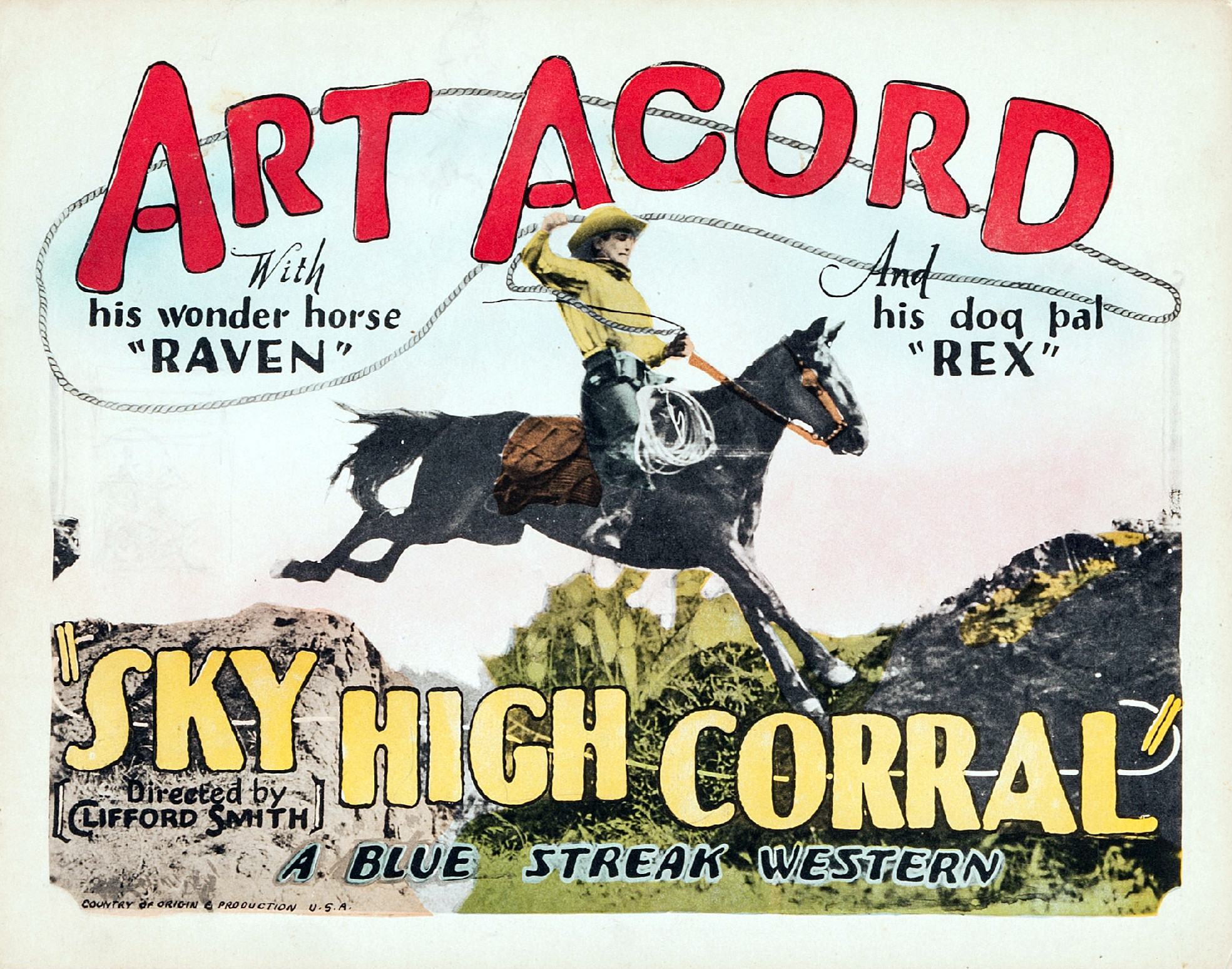
Acord tại Sky High Corral, 1926

Acord được sinh ra với cha mẹ là thành viên của Giáo hội Các Thánh hữu Ngày sau của Chúa Giê Su Ky Tô, Valentine Louis và Mary Amelia Accord (nhũ danh Petersen) ở Glenwood, Utah. Mẹ anh mất khi anh mới 19 tháng tuổi. Khi còn là một thanh niên, Acord làm nghề chăn bò và trang trại. Ông đã giành chức vô địch Vật chỉ đạo thế giới (Bulldogging) tại Pendleton Round-up vào năm 1912 và lặp lại là nhà vô địch vào năm 1916, đánh bại người thách đấu và người bạn Hoot Gibson.
Acord là một trong số ít cao bồi đã cưỡi chiếc Steamboat ngựa thồ được ca ngợi (người sau này đã truyền cảm hứng cho biểu tượng chú ngựa lồng trên biển số Wyoming) trong 8 giây. Kỹ năng rodeo của anh ấy đã được mài giũa khi anh ấy làm việc trong một thời gian cho chương trình du lịch 101 Ranch Wild West của Anh em nhà Miller. Tại 101, anh đã trở thành bạn của Tom Mix, Yakima Canutt, Bee Ho Grey, "Broncho Billy" Anderson và Hoot Gibson. Đôi khi ông được gọi là "cao bồi Mormon". Anh tiếp tục trở thành một diễn viên được chú ý trong các bộ phim câm phương Tây. Accord cũng biểu diễn như một diễn viên đóng thế. Ông đã thực hiện hơn 100 bộ phim ngắn, hầu hết trong số đó hiện đã bị coi là thất lạc.
Acord nhập ngũ vào Quân đội Hoa Kỳ trong Thế chiến I và phục vụ ở nước ngoài. Anh đã được trao giải Croix de Guerre vì lòng dũng cảm. Khi chiến tranh kết thúc, anh quay trở lại công việc kinh doanh phim ảnh, xuất hiện trong một loạt phim ngắn nổi tiếng và với vai "Buck Parvin", nhân vật tiêu đề cho một loạt phim Universal Pictures. Vì chứng nghiện rượu nặng và không có khả năng thích ứng với sự xuất hiện của những người có đàm, sự nghiệp điện ảnh của Acord sa sút và cuối cùng anh phải tham gia các chương trình đường bộ và khai thác mỏ ở Mexico.  Vào tháng 3 năm 1928, Acord bị bỏng nặng trong một vụ nổ tại nhà riêng; Người ta sợ hãi việc mất thị lực.

## Đời sống cá nhân
Acord đã kết hôn ba lần. Cuộc hôn nhân đầu tiên của ông là với nữ diễn viên Edythe Sterling vào năm 1913. Họ ly hôn vào năm 1916. Năm 1920, ông kết hôn với nữ diễn viên cũ Edna May Nores. Nores đệ đơn ly dị vào tháng 4 năm 1924 với lý do lạm dụng thể chất và không chung thủy. Vụ ly hôn được hoàn tất vào năm sau.  Cuộc hôn nhân thứ ba của ông là với nữ diễn viên Louise Lorraine vào ngày 14 tháng 4 năm 1926. Hai người ly hôn vào tháng 6 năm 1928.

## Qua đời
Vào ngày 4 tháng 1 năm 1931, Acord chết tại bệnh viện Chihuahua, Mexico ngay sau khi uống thuốc độc. Anh ta bị trầm cảm và nói với bác sĩ điều trị cho anh ta không lâu trước khi chết rằng anh ta đã cố ý uống thuốc độc vì anh ta muốn chết.  Thi thể của anh được đưa về California bằng tàu hỏa.  Ông được tổ chức tang lễ trong quân đội với đầy đủ danh dự và được chôn cất tại Nghĩa trang Forest Lawn Memorial Park ở Glendale, California.
Vì những đóng góp của mình cho ngành công nghiệp phim ảnh, Acord đã có một ngôi sao trên Đại lộ Danh vọng Hollywood tại 1709 Phố Vine.

## Sự nghiệp phim ảnh
| Năm  | Tên                                  | Vai                             | Ghi chú              |
| ---- | ------------------------------------ | ------------------------------- | -------------------- |
| 1910 | Pride of the Range                   |                                 | Diễn viên đóng thế   |
| 1910 | Hai anh em                           |                                 | Diễn viên đóng thế   |
| 1910 | Trung sĩ                             | Trinh sát Ấn Độ                 |                      |
| 1911 | Range Pals                           | Cowhand                         | Không được công nhận |
| 1911 | Người đàn ông mặc y trắng            |                                 | Không được công nhận |
| 1912 | Cuộc chiến cuối cùng của Custer      | Quân nhân                       |                      |
| 1912 | Trên con đường chiến tranh           | Arrow Head, như một dũng sĩ trẻ |                      |
| 1913 | Người nhảy tuyên bố                  | Phó                             |                      |
| 1914 | Người hái anh đào                    | Hussar                          |                      |
| 1915 | Buckshot John                        | Hairtrigger Jordan              |                      |
| 1915 | Người yêu của cao bồi                | Jim Lawson, Cao bồi             |                      |
| 1915 | Sự lãng mạn của một nữ hoàng gia súc | Bart, Dallia Ranch Cowboy       |                      |
| 1916 | Margy of the Foothills               | Ben Marlin                      |                      |
| 1916 | Curlew Corliss                       | Curlew Corliss                  |                      |
| 1916 | Dưới bầu trời xanh                   | Bill Hardy                      |                      |
| 1919 | Người miền Tây hoang dã              | Larry Norton                    |                      |
| 1919 | Dòng chiến đấu                       | Mart Long                       |                      |
| 1919 | The Kid and the Cowboy               | Jud                             |                      |
| 1920 | The Fiddler of the Little Big Horn   |                                 |                      |
| 1920 | Tiếng gọi của phương Tây             |                                 |                      |
| 1921 | Đấu tranh công bằng                  | Bud Austin                      |                      |
| 1922 | Đi lấy Gates                         | Đi lấy Gates                    |                      |
| 1922 | Theo dõi xuống                       | Barney McFee, RCMP              |                      |

| Năm      | Tên                              | Vai                                       | Ghi chú                                                                |
| -------- | -------------------------------- | ----------------------------------------- | ---------------------------------------------------------------------- |
| 1912     | Những kẻ xâm lược                | Điện tín viên                             | Người đóng thế                                                         |
| 1914     | Người đàn ông Squaw              | Nghệ thuật - Townsman                     |                                                                        |
| 1917     | Trái tim và tâm hồn              | Vai trò chưa xác định                     | Không được công nhận                                                   |
| 1917     | Cuộc thách                       |                                           |                                                                        |
| 1917     | Cleopatra                        | Kephren                                   | Phim bị mất                                                            |
| 1918     | Đi về hướng Nam                  |                                           | Phim bị mất                                                            |
| 1920     | The Moon Riders                  | Buck Ravelle, một kiểm lâm viên           | Phim bị mất                                                            |
| 1921     | Người kỵ sĩ trắng                | Wayne Allen / Người kỵ sĩ trắng           | Phim bị mất                                                            |
| 1921     | Người chiến thắng của phương Tây | Arthur Standish / Người Tây Ban Nha bí ẩn | Arthemus Ward "Art" AcordArthemus Ward "Art" AcordPhim bị mất nối tiếp |
| 1922     | In the Days of Buffalo Bill      | Art Taylor                                | Phim bị mất                                                            |
| 1923     | Đường mòn Oregon                 | Jean Brulet                               | Phim bị mất                                                            |
| 1924     | Đấu tranh cho công lý            | Bullets Bernard                           |                                                                        |
| 1924     | Looped for Life                  | Buck Dawn                                 |                                                                        |
| 1925     | Three in Exile                   | Art Flanders                              |                                                                        |
| 1925     | The Circus Cyclone               | Jack Manning                              |                                                                        |
| 1925     | Lời kêu gọi của lòng dũng cảm    | Steve Caldwell                            |                                                                        |
| 1926     | Thiết lập                        | Phó nghệ thuật Stratton                   |                                                                        |
| 1926     | Nỗi kinh hoàng                   | Art Downs                                 |                                                                        |
| 1926     | Tia chớp lười biếng              | Lance Lighton                             |                                                                        |
| 1927     | Loco Luck                        | Bud Harris                                |                                                                        |
| 1927     | Rover phương Tây                 | Art Seaton / Art Hayes                    |                                                                        |
| 1927     | Spurs và Saddles                 | Jack Marley                               |                                                                        |
| 1928     | Two-Gun O'Brien                  | Two-Gun O'Brien                           |                                                                        |
| 1928     | Trận chiến cuối cùng của anh ấy  |                                           |                                                                        |
| Năm 1929 | The White Outlaw                 | Johnny "The White Outlaw" Douglas         |                                                                        |
| Năm 1929 | Đứa trẻ Arizona                  | Bill "The Arizona Kid" Strong             | Tiêu đề thay thế: Theo đuổi                                            |
| Năm 1929 | Fighters of the Saddle           | Dick Weatherby                            |                                                                        |